# سد گلپایگان
مطالعات سد گلپایگان در سال ۱۳۲۳ شروع شد. این سد نخستین سد مدرن ایران است. عملیات ساخت آن نیز در سال ۱۳۲۶ آغاز و در سال ۱۳۳۶ به بهره‌برداری رسید.
سد سنگریزه‌ای گلپایگان با هسته رُسی مایل است و با شیوه قدیمی ساخت سدهای خاکی بر روی پی سنگی شِل ساخته شده‌است.
در سال ۱۳۴۹–۵۰، به تراز تاج سد ۵ متر و به تاج سرریز ۷ متر افزوده شد و در نتیجه گنجایش مخزن از ۲۸ به ۴۲/۵ میلیون متر مکعب افزایش پیدا کرد.
سیستم آبگیر - تخلیه‌کننده سد گلپایگان شامل دو لوله به قطر ۳۶ و ۵۶ اینچ و به طول ۲۱۰ متر می‌باشد که به دو سری شیرهای هاول بانگر مجهز می‌گردند.
تجهیزات نصب شده در این خطوط عبارتند از: آشغال‌گیر ورودی، دریچه تعمیراتی رأس، شیر پروانه‌ای اضطراری و شیر سرویس هاول بانگر.

## تاریخچه
سد گلپایگان در ۲۳ کیلومتری جنوب باختری شهر گلپایگان در نزدیکی روستای اختخوان بر روی رودخانه اناربار واقع شده‌است. نام پیشین این سد، سد شاه اسماعیل بود که پس از انقلاب به نام گلپایگان تغییر یافت.
هدف از احداث این سد جلوگیری از خسارات ناشی از سیل و تأمین آب کشاورزی شش هزار هکتار از اراضی کشاورزی منطقه بوده‌است. ارتفاع سد از پی ۵۶ متر است.
تجهیزات فنی و امکانات رفاهی در زمان ساخت این سد محدود بود ولی با تلاش شبانه‌روزی و دلسوزانه سازندگان آن بعد از گذشت سالیان دراز از زمان بهره‌برداری تاکنون ایمنی و پایداری سد مطلوب و قابل قبول و مهم‌ترین منبع تأمین آب کشاورزی زمین‌های گلپایگان است. با وجود اینکه یک هفته به سبب سرمای شدید و بارش برف زیاد، کار ساخت سد با مشکلات متعدد برخورد کرده و متوقف شده و از طرفی اصولاً انجام این نوع کار در فضای تنگ، کار مشکلی است و به انجام مقدمات زیاد نیاز دارد. اما ۲۱۱ مترمکعب بتن در آب ریخته شد.
اولین «توپی» بتنی در ایران نیز، به دست متخصصان ایرانی بعد از تلاش مداوم، در سد گلپایگان ساخته شد. حجم کل مخزن این سد ۴۵ میلیون مترمکعب و حجم مفید مخزن ۴۲ میلیون مترمکعب است.

## ساخت
در آغاز ساختن سد اختخوان گلپایگان، مهندس طالقانی مسوول ساختن آن بود اما وی با آمریکایی‌ها برای ساخت سد کرج ارتباط پیدا کرد و استعفا داد. بعد از او مهندس علیقلی بیانی، یکی از مؤسسان شرکت آب منطقه‌ای تهران و از مجریان طرح لوله کشی آب تهران (نویسنده کتاب «عشق عرفانی» و مترجم کتاب حسّ مذهبی، بعد چهارم روح انسانی اثر «کرونتایم») که رشته تحصیلی اش مرتبط با سدسازی و لوله کشی شهرها بود به اختخوان رفت و دو سال و نیم آن جا بود و با وجود شرایط سخت زندگی در آنجا، نخستین سد خاکی کشور را گشایش کرد. در ساختن سد گلپایگان، این استاد فرزانه نقش بی‌همتایی داشته‌است.
سد گلپایگان به عنوان اولین سد مدرن ایران و بدون هیچ‌گونه ابزار دقیقی در داخل و خارج بدنه آن با بیش از نیم قرن فعالیت همچنان مهم‌ترین منبع تأمین آب زمین‌های کشاورزی شهرستان گلپایگان می‌باشد.
به دلیل سپری شدن پنج دهه از عمر مفید سد، بهره‌برداری نامناسب و به تبع آن بروز مشکلات فنی، مکانیکی و سازه‌ای …، این سد در حال حاضر با مشکلات جدی مواجه است. ...
از آنجا که بعد از اتمام طرح انتقال آب سرشاخه‌های دز، به عنوان سدی رسوب‌گیر عمل کرده و همواره مخزنی پرآب خواهد داشت، به به راهکارهایی چون انجام مطالعات جامع ایمنی، تعمیرات اساسی سیستم هیدرومکانیکال و الکترومکانیکال و ضرورت نصب ابزار دقیق در سد نیاز است.
این سد در حال حاضر با مشکلات جدی چون: اشکال در سیستم تخلیه برج آبگیر، شیب تند و عدم محافظ سنگی ریپ راپ Rip Rap در بالادست سد، ریزش جناح راست سرریز و فرسایش بتن کف حوضچه آرامش مواجه می‌باشد که ادامه این روند می‌تواند کار سد را مختل کند.

## عمده‌ترین مشکلات
از عمده‌ترین مشکلات سد گلپایگان خرابی دریچه تخلیه تحتانی رسوبات بود که طی دو سال گذشته با تلاش و همت متخصصان کشور مجرای آبگیری و تخلیه تحتانی این سد با ایجاد تغییرات عمده به‌خصوص در قسمت ورودی آبگیر، طی یک عملیات فشرده و پرخطر علاج‌بخشی گردید…
آخرین عملیات هیدروگرافی مخزن سد گلپایگان در سال ۱۳۷۰ انجام شده‌است. انجام دوباره این عملیات جهت تعیین میزان، نوع و چگونگی پخش رسوبات مخزن سد ضرورت دارد.
اصلاح و تعمیر شیب و پوشش سنگی بالادست، ترمیم رویه بتنی سرریز و… ضروری است.

## ماهیان موجود در دریاچه سد
در دریاچه سد گلپایگان ماهی‌های زیر یافت می‌شود:
سوف، کپور، ماهی سفید رودخانه‌ای و قزل آلا
ماهی سفید و قزل آلای سد گلپایگان بسیار مرغوب است.